# Chisocheton koordersii
Chisocheton koordersii là một loài thực vật có hoa trong họ Meliaceae. Loài này được Mabb. mô tả khoa học đầu tiên năm 1979.